# Остійська дорога

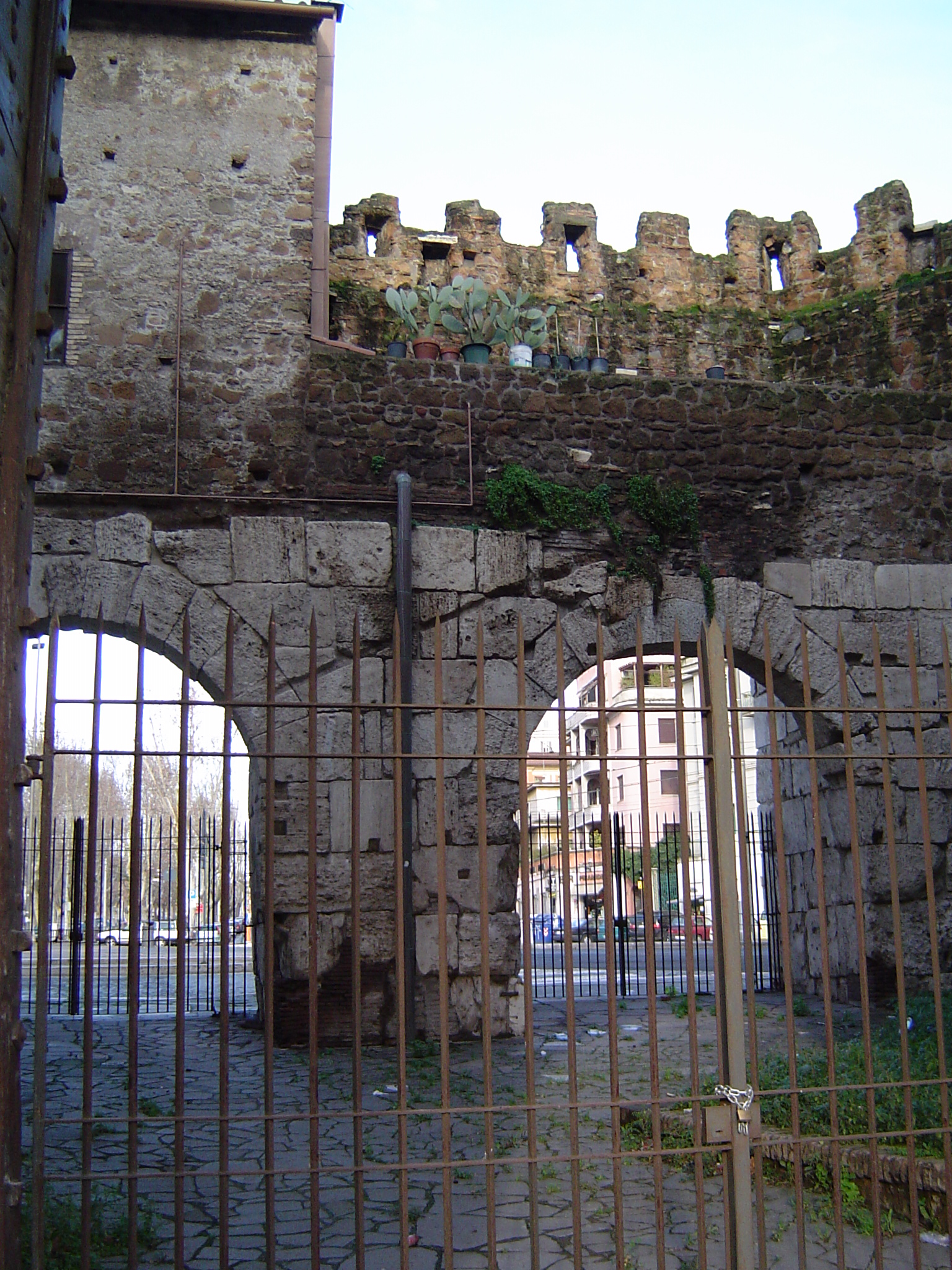
Порта Сан Паоло, через які проходила Via Ostiensis.

Остійска дорога (лат. Via Ostiensis, італ. Via Ostiense) — важлива дорога Стародавнього Риму, яка пов'язувала Рим з Остією.
Дорога завдовжки 30 кілометрів була побудована у IV ст. н. е. і отримала свою назву за кінцевим пунктом призначення. Вона починалася на Бичачому форумі, проходила між Авентином і Тибром, через Porta Trigemina Сервієвої стіни. Після будівництва Авреліанової стіни, дорога стала проходити через ворота св. Павла. Під час пізньої Римської імперії Остія як великий порт і дорога до нього стали втрачати своє значення. Сучасна Via Ostiense слідує тим же маршрутом, що і давньоримська дорога, з'єднуючи сучасну Остію і Рим.
Уздовж дороги розташовувалися :
- Могила святого апостола Павла.
- Катакомби Коммоділли, неподалік від Лючіни. Коммода була матроною, у чиїх володіннях були поховані святі Фелікс і Адавкт, замучених за часів Діоклетіана.
- Могила святого Тимофія, імовірно, священика з Антіохії, замучених за часів Діоклетіана і був похований там благочестивою дамою на ім'я Феона в її саду, неподалік від могили святого апостола Павла.
- Катакомби святої Фекли.
- Катакомби Аква Сальва, розташоване на тому місці або поруч з ним, де був обезголовлений святий апостол Павло.
- Базиліка Святого Павла за мурами